# Deuxième rocade sud d'Alger
Pour les articles homonymes, voir Rocade sud.
La deuxième rocade sud d'Alger, dénommée aussi 2e RSA est une infrastructure routière (de type autoroutier), ayant la configuration 2 x 3 voies, reliant la banlieue est d'Alger (Boudouaou) à la banlieue ouest (Staoueli) qui passe en moyenne à 5 km au sud de la Rocade Sud. Aujourd'hui elle constitue le tronçon des autoroutes A2, A100 et A102

## Historique
La 2e rocade sud d'Alger est construite par la société espagnole OHL et livrée à la circulation durant l'année 2009

## Parcours
A102
- Échangeur entre RN5 et 2e Rocade Sud (km 61)
- : Ville desservies Ouled Moussa, Larbatache (km 52)
- Échangeur entre A2 et 2e Rocade Sud (km 48)
- Échangeur entre A2 et 2e Rocade Sud vers Rouiba(km 45,5)
- : Ville desservies Hammadi, Khemis El Khechna (km 44,5)

A2
- : Ville desservies Meftah (km 36,5)
- : Ville desservies Les Eucalyptus sur la  N 61 (km 30,5)
- : Ville desservies Baraki, Sidi Moussa sur la  N 8 (km 24,5)
- Échangeur entre A1 et 2e Rocade Sud Birtouta (km 17,5)

A100
- : Ville desservies Khraicia sur la  N 63 (km 12,5)
- Échangeur entre Rocade Ouest et 2e Rocade Sud Baba Hassen, Douera (km 10)
- : Ville desservies Rahmania (Nouvelle ville de Sidi Abdallaha) (km 8,5)
- : Ville desservies Souidania (km 4)
- Échangeur entre Rocade Sud et 2e Rocade Sud (km 0)

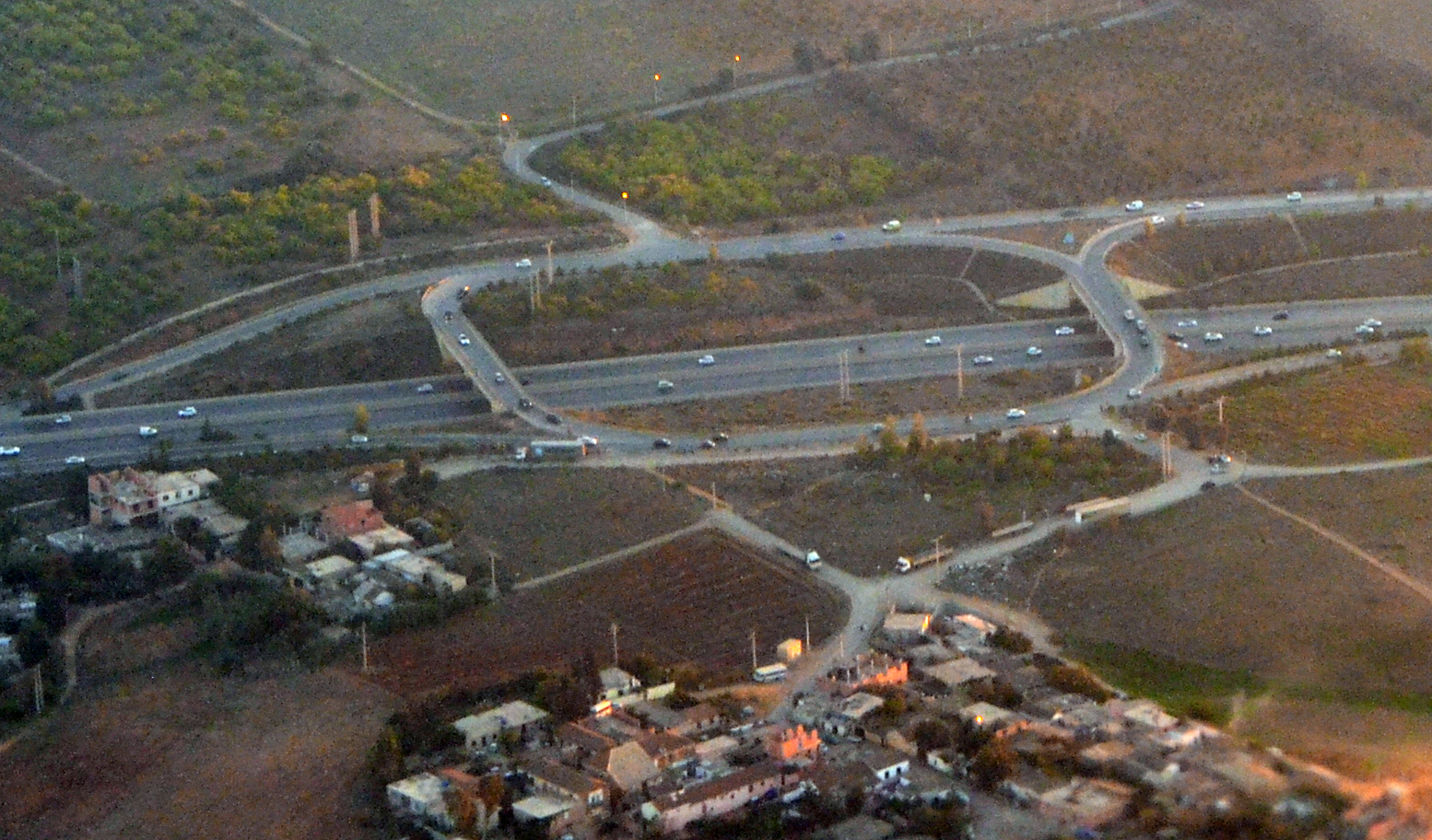
Echangeur de Khraicia
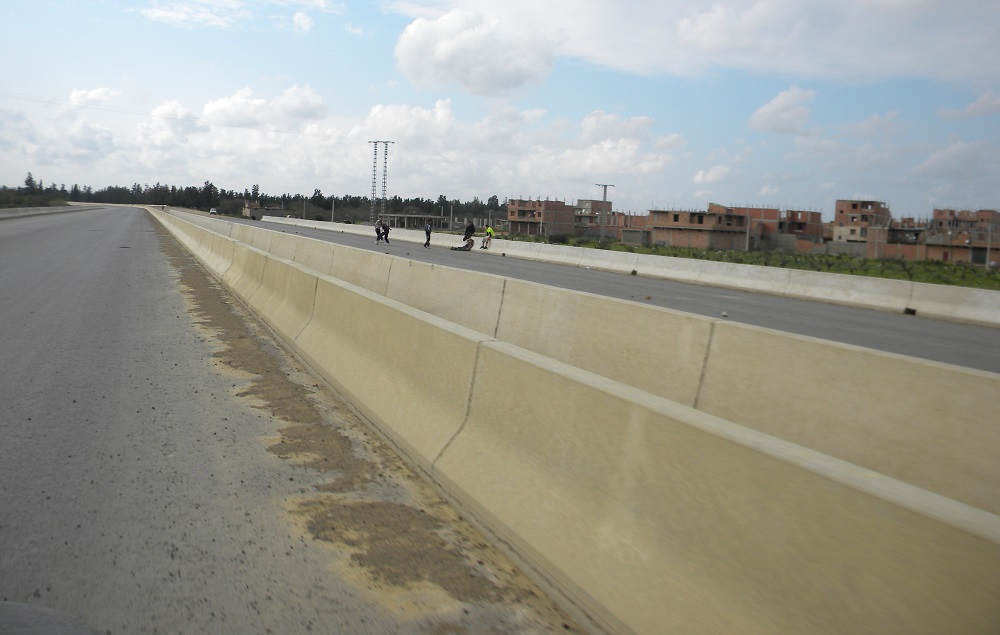
2e Rocade Sud d'Alger au niveau des Eucalyptus
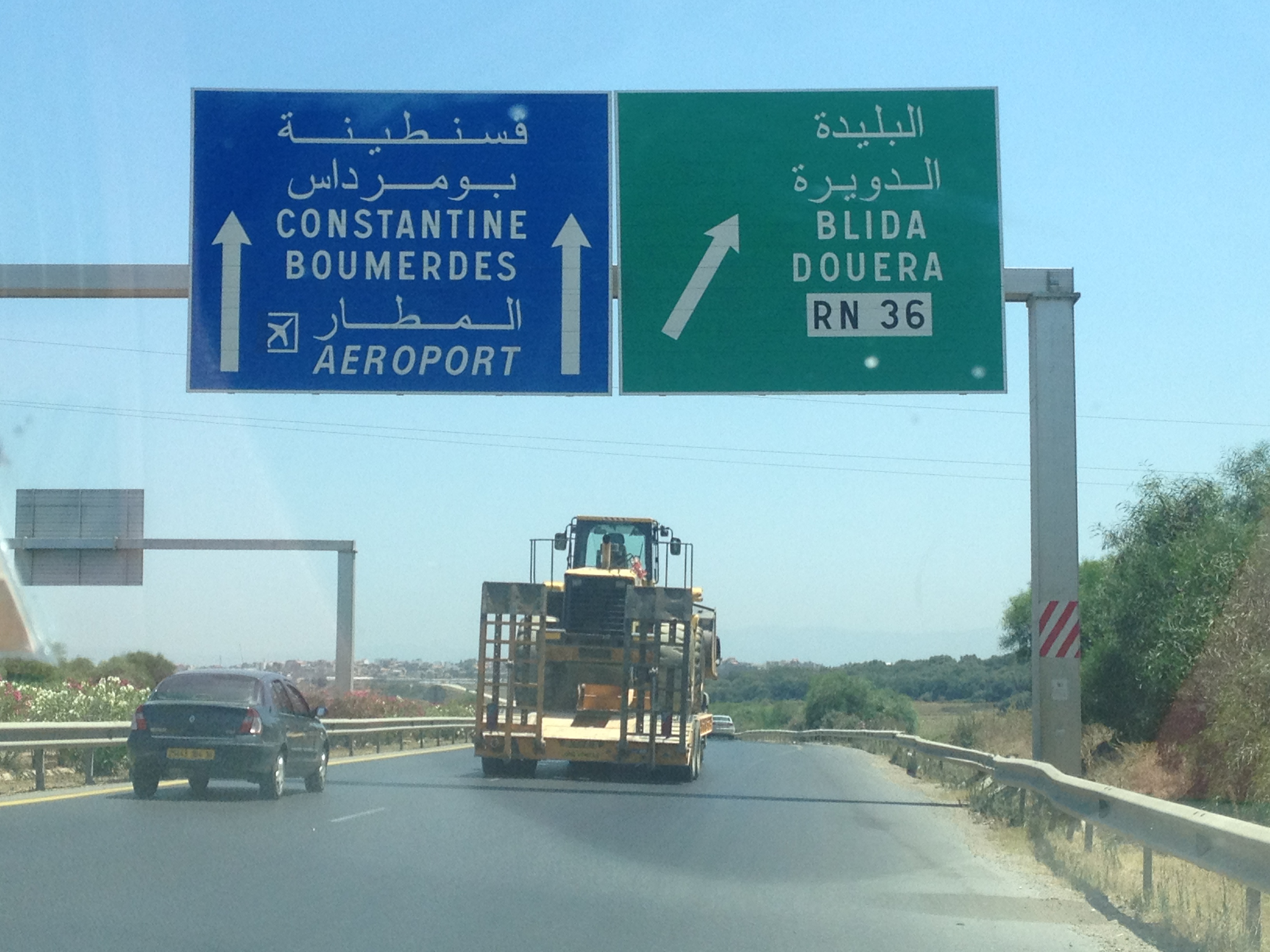
2e Rocade Sud d'Alger entre Douera et Souidania